# Bonyunia antoniifolia
Bonyunia antoniifolia är en tvåhjärtbladig växtart som beskrevs av Prog.. Bonyunia antoniifolia ingår i släktet Bonyunia och familjen Loganiaceae. Inga underarter finns listade i Catalogue of Life.